# Benjamin Griveaux
Benjamin-Blaise Griveaux (Saint-Rémy, 29 dicembre 1977) è un politico francese, membro de La République En Marche e portavoce del governo francese dal 2017 al 2019.

## Biografia
Griveaux nasce a Saint-Rémy da padre notaio e madre avvocato. Nel 1999 si laurea presso l'Istituto di studi politici di Parigi per poi conseguire un master nel 2001 all'HEC Paris. Tra gli anni 2003 e 2008 ha lavorato per il club di riflessione À Gauche en Europe, fondato da Dominique Strauss-Kahn e diretto da Michel Rocard. Nel 2008 si candida alle elezioni comunali e dipartimentali di Chalon-sur-Saône per il Partito Socialista. Riuscì a vincere un seggio sia come consigliere comunale per Chalon-sur-Saône che come consigliere dipartimentale per Saona e Loira.
Nel 2012 ha sostenuto la campagna presidenziale di François Hollande per le elezioni presidenziali. Dopo la vittoria di quest'ultimo venne nominato consigliere del ministro della sanità Marisol Touraine. Nel 2014 decide di dimettersi per assumere un incarico presso la società immobiliare Unibail Rodamco Westfield, all'interno del quale ha lavorato come direttore delle comunicazioni e delle pubbliche relazioni. Lascerà la compagnia nell'ottobre del 2016, quando decide di ritornare in politica iscrivendosi al nuovo partito fondato da Emmanuel Macron En Marche !, di cui diventerà poi portavoce.
Alle elezioni legislative del 2017 si candida all'Assemblèe Nationale per la circoscrizione di Parigi, dove risulta eletto con il 56% dei voti. Il 21 giugno dello stesso anno viene indicato dal neo-primo ministro Édouard Philippe come segretario di Stato per il ministero dell'economia e delle finanze. Rimarrà in carica fino al successivo 24 novembre, giorno in cui viene nominato portavoce del governo dopo le dimissioni di Christophe Castaner. Decide poi di dimettersi il 27 marzo 2019 per partecipare alle elezioni comunali per la scelta del sindaco di Parigi. Il 14 febbraio 2020, in seguito alla diffusione su Internet di video privati da parte di Petr Pavlensky, si ritira definitivamente dalla campagna elettorale delle municipali di Parigi.